# شعب عريم (حبيش)
شعب عريم هي إحدى قرى عزلة الناحية بمديرية حبيش التابعة لمحافظة إب، بلغ تعداد سكانها 399 نسمة حسب تعداد اليمن لعام 2004.